# اوتار (حویق)
اوتار یک روستا در ایران است که در بخش حویق شهرستان تالش در استان گیلان واقع شده‌است.

## جمعیت
این روستا در دهستان حویق قرار دارد و براساس سرشماری مرکز آمار ایران در سال ۱۳۸۵، جمعیت آن ۴۶۲ نفر (۱۰۸ خانوار) بوده‌است.